# Megalastrum caribaeum
Megalastrum caribaeum är en träjonväxtart som först beskrevs av Nicaise Augustin Desvaux, och fick sitt nu gällande namn av R. C. Moran, J.Prado och Labiak. Megalastrum caribaeum ingår i släktet Megalastrum och familjen Dryopteridaceae. Inga underarter finns listade.